# Yayoi (prénom)
Pour les articles homonymes, voir Yayoi (homonymie).
Yayoi (やよい) est un prénom japonais féminin. Il peut s'écrire ヤヨイ en katakana ou やよひ en hiragana ou bien en kanji.

## En kanji
Les écritures les plus courantes semblent être 弥生, ce qui signifie troisième mois du calendrier lunaire et 彌生 qui équivaut à « existence ».
Ce prénom peut aussi s'écrire sous les formes suivantes :
- 也生
- 夜宵 : soirée et nuit
- 弥佳 : croissant et bon/sympathique
- 弥善 : croissant et bonté
- 弥暢 : croissant et grandir
- 弥美 : croissant et beauté
- 弥衣 : croissant et robe
- 哉善
- 八宵 : huit et nuit
- 八生 : huit et vie
- 矢暢 : flèche
- 矢生 : flèche et vie
- 野善 : champ et bonté
- 家与依 : maison, cadeau et compter sur
- 弥世依 : croissant, monde et compter sur
- 弥代生 : croissant, génération et vie
- 冶与以 : raffiner, cadeau et avec
- 八代伊
- 八代衣 : huit, génération et robe
- 衣世己 : robe, monde et soi-même

## Personnes célèbres
- Yayoi Kusama (草間 彌生 ou 草間弥生) est une artiste contemporaine japonaise.
- Yayoi Motomura est la victime du tueur japonais Takayuki Fukuda.

## Dans la fiction
- Yayoi Aoba est un personnage du manga et de la série d'anime Captain Tsubasa.
- Yayoi Fujisawa (藤沢 やよい) est un personnage de la série d'anime Stellvia of the Universe.
- Yayoi Fushimi est un personnage du manga Natsu no Arashi!.
- Yayoi Shioiri est un personnage du manga Loveless.
- Yayoi Yukino est un personnage de la série télévisée La Reine du fond des temps.